# August zu Sayn-Wittgenstein-Hohenstein

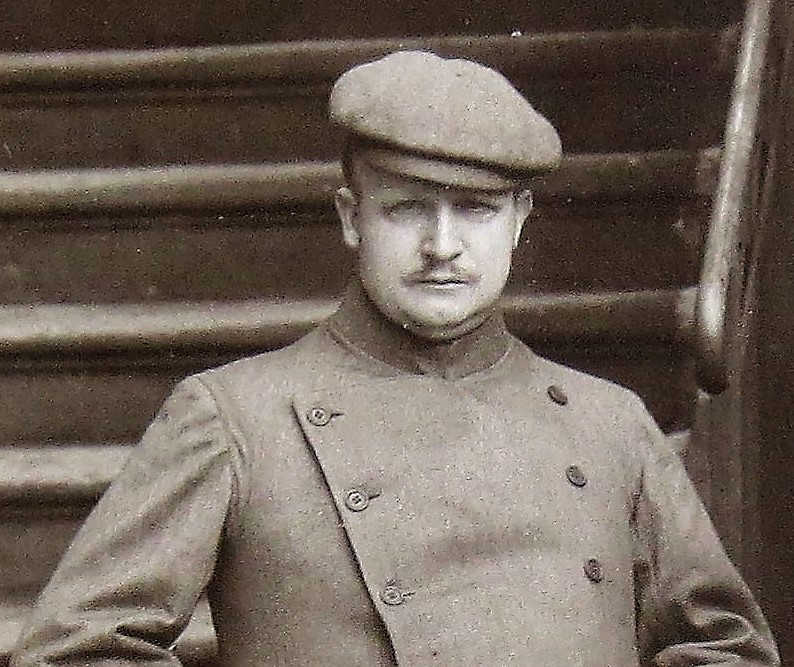
August zu Sayn-Wittgenstein-Hohenstein (etwa 1912)

August zu Sayn-Wittgenstein-Hohenstein (* 5. April 1868 auf Schloss Wittgenstein; † 22. Juni 1948 ebenda) war ein deutscher Fürst und Standesherr.

## Leben und Wirken
August Alexander Ludwig Ferdinand Alexis Karl Wilhelm Moritz Albrecht Adalbert war der älteste Sohn von fünf Kindern seines Vaters, Fürst Ludwig zu Sayn-Wittgenstein-Hohenstein, und seiner Frau Marie Luitgarde zu Bentheim und Steinfurt.
Er absolvierte seine Militärdienstzeit und beendete sie als preußischer Leutnant a. D.
Nach dem Tode seines Vaters folgte er ihm 1912 im Alter von 44 Jahren als 4. Fürst zu Sayn-Wittgenstein-Hohenstein und Chef des Hauses Sayn und Wittgenstein. Während seiner Regentschaft bestand die Gefahr, dass das Haus zu Sayn-Wittgenstein nach dem überlieferten Hausgesetz nicht mehr fortbestehen konnte. Eine Übertragung der Rechte auf den jüngeren Bruder Georg Prinz zu Sayn-Wittgenstein-Hohenstein (1873–1960) war nach Hausgesetz nicht möglich, da dieser 1913 eine morganatische Ehe mit Marie Rühm (1892–1975) eingegangen war: Ebenso wenig kam der jüngste Bruder Wilhelm (1877–1958) in Betracht, da jener zum Zeitpunkt der Entscheidung unverheiratet war und später mit Clara Maria Schäfer ebenfalls eine Bürgerliche heiratete.
Als sich abzeichnete, dass August unverheiratet und kinderlos blieb, adoptierte er 1927 Christian Heinrich Prinz zu Sayn-Wittgenstein-Berleburg (1908–1983), den zweitältesten Sohn des bereits verstorbenen Fürsten Richard zu Sayn-Wittgenstein-Berleburg (1882–1925) und seiner Frau Madeleine, geb. Prinzessin zu Löwenstein-Wertheim-Freudenberg (1885–1976).
Mit dieser Adoption erfolgte auch eine namensrechtliche Änderung, die Christian Heinrich Prinz zu Sayn-Wittgenstein-Hohenstein nutzte, um nach dem Tode seines Adoptivvaters August ab 1948 im privaten Schriftverkehr den historischen Titel „5. Fürst zu Sayn-Wittgenstein-Hohenstein“ zu führen. Eine namensrechtliche Änderung unter Einbeziehung des neuen „Titels“ ist nach deutschem Personenstandsgesetz jedoch nicht möglich, zumindest strittig. Bereits im Deutschen Reich wurden 1919 die Vorrechte des Adels mit der Einführung des Art. 109 Abs. 3 der Weimarer Verfassung abgeschafft. Die bis dahin aktuellen Titel galten forthin als Namensbestandteil und konnten nicht mehr verliehen werden.
Im Herbst 1943 gestattete August die Einlagerung der wertvollen Heine-Sammlung in der Kapelle von Schloss Wittgenstein und bewahrte sie vor dem mutmaßlichen Untergang. August wusste, dass Heinrich Heine und sein Großvater, Fürst Alexander zu Sayn-Wittgenstein-Hohenstein Studienkollegen an der Universität Bonn und befreundet waren.
Mit dem „Gesetz über die Durchführung der Bodenreform und Siedlung in Nordrhein-Westfalen“ vom 16. Mai 1949 bezweckte man die Schaffung neuen Siedlungsraumes durch Verkauf oder Enteignung größerer Landflächen. In Wittgenstein waren als Großgrundbesitzer die beiden Fürstenhäuser in Berleburg und Laasphe von diesem Gesetz betroffen.
Vor dem Hintergrund dieser drohenden Bodenreform vererbte August zu Sayn-Wittgenstein-Hohenstein, Eigentümer von ursprünglich 13 000 Hektar, nach dem Ende des Zweiten Weltkrieges seinen Großgrundbesitz an ein Dutzend Familienangehörige. Die neuen Besitzer der Waldgüter schlossen sich anschließend in die Fürst Wittgenstein´sche Waldbesitzergesellschaft GBR zusammen, die den Waldbesitz eigentumsübergreifend bis Ende der 1980er Jahre bewirtschaftete.
August zu Sayn-Wittgenstein-Hohenstein starb am 22. Juni 1948 im Alter von 80 Jahren. Mit ihm erlosch die Wittgenstein-Hohensteiner Linie.